# Frank Brunner
Pour les articles homonymes, voir Brunner.
Frank Brunner, né le 21 février 1949, est un dessinateur et illustrateur de comics américain, surtout connu pour son travail chez Marvel Comics dans les années 1970.

## Biographie
Frank Brunner étudie à la High School of Art and Design (en) de Manhattan. Il est dans la même classe que Larry Hama et Ralph Reese. Il étudie également à l'école de cinéma de l'université de New York.

### Carrière

#### Comics
Il entre dans le monde des comics books en tant qu'auteur-artiste de bandes dessinées d'horreur pour les magazines de comics en noir et blanc Web of Horror, Creepy, Eerie et Vampirella,. Son premier travail pour Marvel Comics est l'encrage d'une histoire secondaire de 11 pages sur les Gardiens dans The Silver Surfer n°6 (juin 1969). Son travail le plus connu dans le domaine des comics en couleur est sa collaboration avec le scénariste Steve Engelhart sur le héros Docteur Strange dans Marvel Premiere n°9-14 (juillet 1973 - mars 1974) et dans Doctor Strange : Master of the Mystic Arts n°1-2 et n°4-5 (juin-août 1974 et octobre-décembre 1974). Les deux hommes tuent le mentor de Strange, l'Ancien, et Strange devient le nouveau Sorcier Suprême. Englehart et Brunner créent une intrigue en plusieurs numéros dans laquelle un sorcier nommé Sise-Neg (« Genesis » épelé à l'envers) remonte le cours de l'histoire, rassemblant toutes les énergies magiques, jusqu'à ce qu'il atteigne le début de l'univers, devienne tout-puissant et le crée à nouveau, laissant Strange se demander s'il ne s'agit pas, paradoxalement, de la création d'origine. Stan Lee, voyant le problème après la publication, ordonna à Englehart et Brunner d'imprimer une rétractation disant qu'il ne s'agissait pas de Dieu mais d'un dieu, afin d'éviter d'offenser les lecteurs religieux. Le scénariste et l'artiste ont concocté une fausse lettre d'un pasteur fictif faisant l'éloge de l'histoire, et l'ont envoyée à Marvel depuis le Texas ; Marvel a involontairement imprimé la lettre, et a abandonné l'ordre de rétractation. En 2010, Comics Bulletin classe l'arc de la série Doctor Strange réalisé par Englehart et Brunner à la neuvième place de sa liste des « 10 meilleurs Marvels des années 1970 »,.
Parmi ses autres réalisations chez Marvel se trouvent les deux premières histoires solo de Howard the Duck dans Giant-Size Man-Thing n°4 et n°5 (mai et août 1975), les deux premiers numéros de la série de comics Howard the Duck (janvier et mars 1976),, ainsi que les anthologies Chamber of Chills, Haunt of Horror, et Unknown Worlds of Science Fiction. Il dessine les couvertures de la série surnaturelle The Tomb of Dracula et de la série de monstres des marais Man-Thing.
Toujours pour Marvel, Brunner adapte Conan le Barbare, le héros de romans d'épée et de sorcellerie de Robert E. Howard, dans l'histoire de 42 pages The Scarlet Citadel, et dessine de nombreuses couvertures pour les séries similaires Red Sonja et Savage Sword of Conan,. Brunner quitte Marvel en 1979 et écrit un essai dans The Comics Journal dans lequel il déclare qu'il « sent que l'histoire d'amour avec les comics est terminée ».
Brunner et le romancier Michael Moorcock collaborent à une adaptation en bande dessinée d'Elric, le héros d'heroic fantasy de Moorcock, dans le magazine Heavy Metal. Elle est réimprimée dans Star Reach Greatest Hits de l'éditeur Mike Friedrich.
Brunner revient brièvement à la bande dessinée au début des années 1980 en tant qu'artiste sur le titre Warp! de First Comics, basé sur la pièce de science-fiction qui a été brièvement jouée à Broadway dans les années 1970. Il écrit ensuite et dessine le roman graphique The Seven Samuroid (1984), une adaptation sous forme de science-fiction du film Les Sept Samouraïs.

#### Cinéma et télévision
Vers 1980, Brunner s'installe à Hollywood et entame une carrière dans l'animation cinématographique et télévisuelle, travaillant sur des projets pour Hanna-Barbera (Jonny Quest), Walt Disney Imagineering (À la poursuite de demain), Warner Bros. (conception de la préproduction de Batman) et DreamWorks (Invasion USA). En 1992, il est responsable de la conception des personnages pour la série animée X-Men de la Fox. 
En 2014, il travaille essentiellement sur commande pour réaliser des couvertures de comics pour des éditeurs indépendants. 

## Récompenses
- 1976 : Prix Inkpot[14]
- 1979 : Prix British Fantasy pour Savage Sword of Conan n°30 : The Scarlet Citadel[15]

## Publications
- (en) The Brunner Mystique, Hendrik Sharples and Steven R. Johnson, 1976
- (en) Brunner's Beauties, Eros Comix, 1993
- (en) Eyes of Light: Drawings of Frank Brunner, Vanguard Productions, 2003, 116 p.  (ISBN 978-1887591317)
- (en) Mythos: The Fantasy Art Realms of Frank Brunner, Vanguard Productions, 2007, 128 p.  (ISBN 978-1934331040)